# Kawasaki W 650
Die Kawasaki W650 ist ein Retro-Motorrad des japanischen Herstellers Kawasaki, das 1999 auf den Markt kam und dessen Verkauf Ende 2006 in Europa eingestellt wurde. In Japan wurde es minimal verändert auch als W400 angeboten.  Im Jahr 2011 erschien das Nachfolgemodell W800.

## Herkunft
Das Design ist stark an englische Motorräder der 1960er Jahre angelehnt, wie zum Beispiel der BSA A7 oder der Triumph Bonneville. Das „W“ in der Modellbezeichnung nimmt Bezug auf die historischen Kawasaki-Modelle W1, W2 und W3, die zwischen 1966 und 1975 gebaut wurden.

## Konstruktion
Der Viertaktmotor ist im Sinne der britischen Vorbilder aus den »roaring sixties« langhubig ausgelegt. Als besonderes Konstruktionsmerkmal ist hervorzuheben, dass der Antrieb der obenliegenden Nockenwelle durch eine Königswelle erfolgt, anstatt wie sonst üblich durch eine Steuerkette. Das Motorrad kann per Kick- oder Elektrostarter gestartet werden.

Der Kraftstofftank fasst 15 Liter, davon sind 3 Liter Reserve.

## Modellpflege 1999–2006
Durch mehrere Modellpflegen wurde die W650 im Laufe der Jahre leicht modifiziert. Unter anderem wurde sie ab 2004 mit einem U-Kat ausgerüstet, wodurch die Euro2-Norm erfüllt wurde.
Modelljahr 1999
- Tachometer wegen Resetproblem überarbeitet

- Erhältlich in den Farben Rot/Beige und Silber/Blau

Modelljahr 2000
- besser verschweißte Hauptständeraufnahme

- Hinterradkotflügel verstärkt

- Erhältlich in den Farben Rot/Beige und Silber/Blau

Modelljahr 2001
- Lenkkopfwinkel um 0,5° erhöht

- Tankentlüftung geändert (zweiter Be-/Entlüftungsschlauch)

- zweite Klappe unter dem Sicherungskasten für einfachere Batteriemontage

- Vorderachse geändert (dickere Vorderachse, andere Tauchrohre, andere Radnabe, größere Radlager)

- Vorderradkotflügel geschraubt statt genietet

- Sitzbank gesteppt

- Kniekissen verändert

- Optional flacher Lenker erhältlich

- Erhältlich in den Farben Schwarz/Rot (Hochlenker) und Grün/Beige (Flachlenker)

Modelljahr 2002
- Erhältlich in den Farben Blau/Silber und Silber/Grau

Modelljahr 2003
- Nur noch flacher Lenker erhältlich

- Erhältlich in den Farben Blau/Silber und Silber/Olivgrün

Modelljahr 2004
- U-Kat zur Erfüllung der Euro2-Abgasnorm, daraus resultierende Leistungsbeschränkung auf 47 PS

- Erhältlich in den Farben Blau/Silber

Modelljahr 2005
- Erhältlich in den Farben Rot/Grau

Modelljahr 2006
- Laut Prospekt wieder 50 PS, jedoch keine technische Änderung bekannt

- Erhältlich in den Farben Rot/Grau

## Kritiken
„Sie suchen einen Youngtimer, haben aber keine Lust und keine Zeit zum Restaurieren? Kawasakis Retro-Twin bietet zuverlässige Technik in feinster Oldie-Verpackung und ist auch als Gebrauchte ein guter Kauf.“

„Plus: saubere Gasannahme ab 1500/min; kultivierter, sparsamer Motor; neutrales, handliches Fahrwerk. Minus: Federung vorne weich, hinten hart; nur durchschnittliche Bremsleistung; für Zweimannbetrieb zu kurze Sitzbank.“